# 宮島の猿
宮島の猿（みやじまのさる）は、広島県廿日市市の厳島（宮島）に生息する猿。すべてニホンザル(Macaca fuscata)。

## 沿革

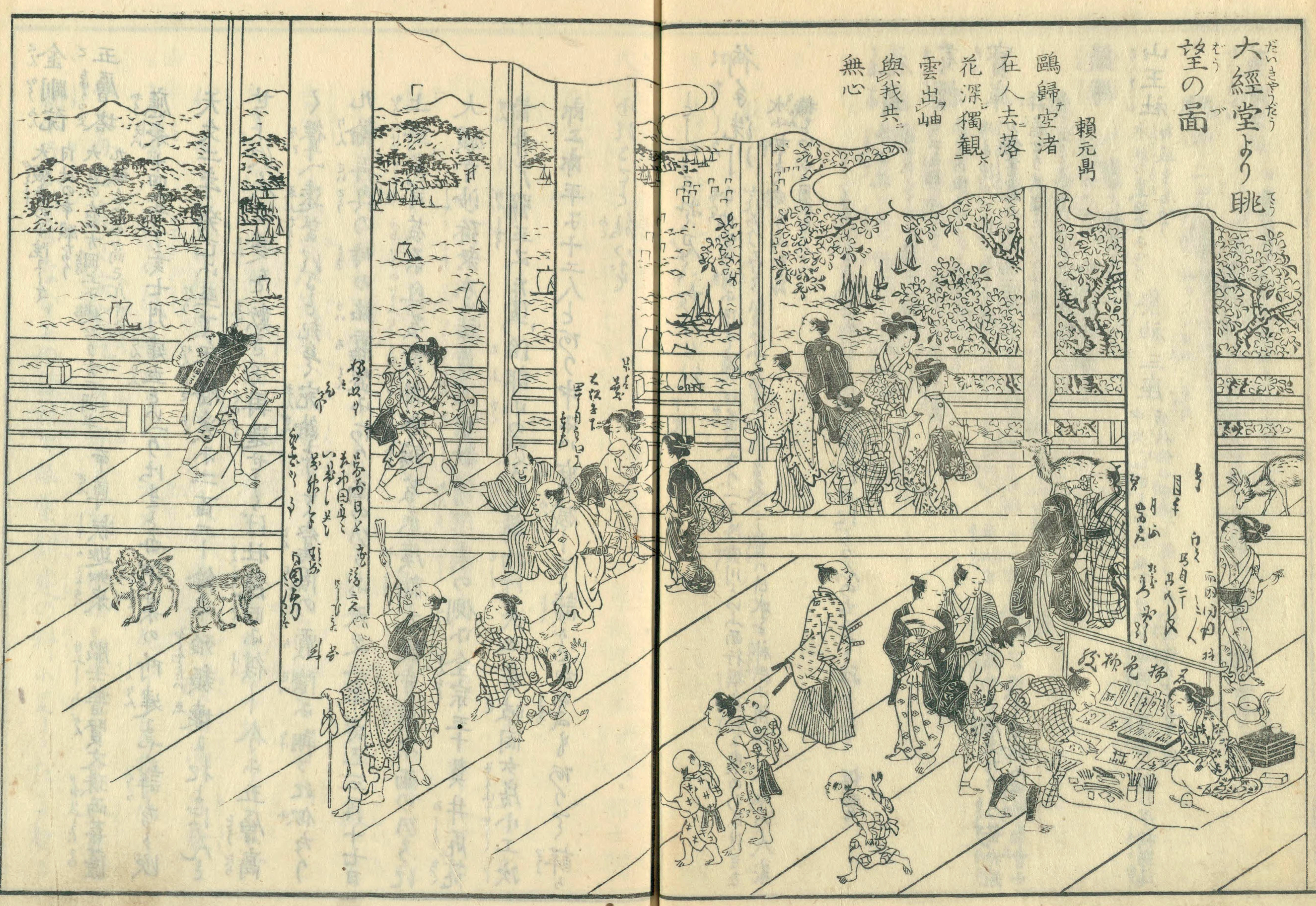
岡田清編, 山野峻峯斎画『芸州厳島図会 大経堂より眺望の図』千畳閣を見物する観光客と右下に楊枝屋がいる。左端に猿、右端に鹿がいる。

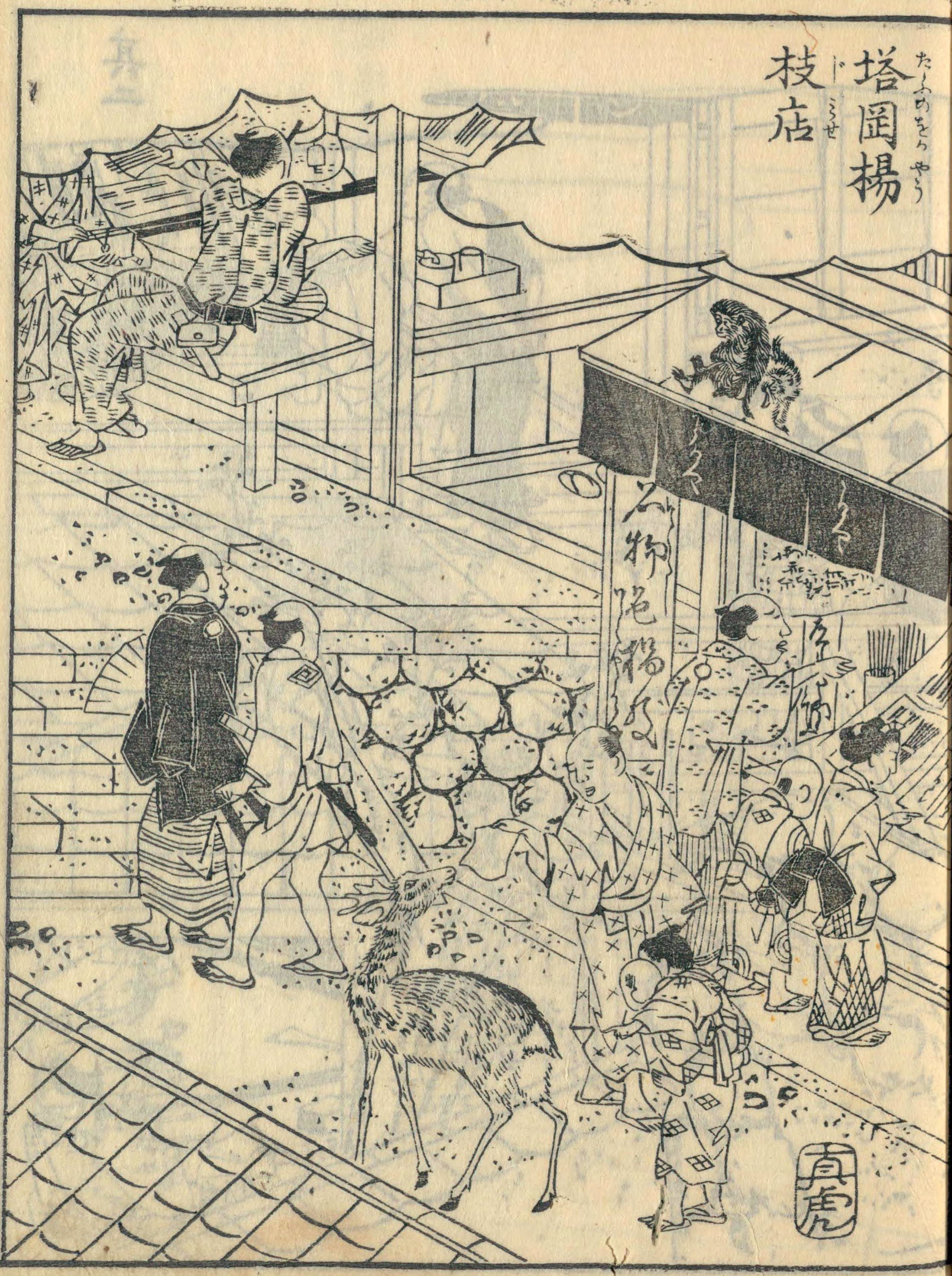
『芸州厳島図会 塔岡楊枝店』店の上に猿がいる。ここでも鹿がいる。

宮島にいつ頃から猿が生息していたかわかっていないが、野生の猿が生息していたという伝承があり、ただ宮島の鹿ほどの歴史はないとされる。
厳島神社の神使は烏であり、猿・鹿ともに神社の神使ではない。厳島神社が創建されて以降島自体が神の存在であるとして神の島と呼ばれだし、そこから神の島での不殺生という宮島島民の風習ができあがった。宮島の歴史において厳島＝宮島＝神の島であると強調されていく中で、鹿は一般的な神社のような神鹿思想から島内で崇められてきたのに対し、猿は人に迷惑をかけていたため弥山に追いやられたとされる。
江戸時代、宮島に猿が生息していたことは確定している。これは天保13年（1842年）『芸州厳島図会』で2枚の挿絵に描かれていること、現在も残る鹿猿や猿瓦は江戸時代から存在していたためである。厳島詣が盛んになり行楽地・観光地として栄えていくと同時に厳島＝宮島＝神の島が定着していき、多くの文人・僧がその様子を歌・絵画に残した。そうした中に「宮島では子連れザルが芝居見物する」「弥山の森に猿の声を聞く」など残る。当時、日本全国の楊枝屋で看板代わりとして猿が飼われており、楊枝屋が島内で開店したことで猿が共にやってきたと推察されている。
明治時代に入りこうした猿は絶滅したと信じられている。これに環境NGO広島フィールドミュージアムの金井塚務（元日本モンキーセンター(JMC)研修員）は、江戸時代に猿の個体群がいなかったと結論づけている。理由として、明治期に入り絶滅したと推測できる合理的な理由がないことを挙げている。また江戸期の厳島詣観光ガイド本などの多くで宮島の街中に猿が多いと書かれているが、『厳島図会』では猿は楊枝屋の近くにいるもののみで鹿に比べて圧倒的に登場数が少ないことから、江戸期の観光ガイド本は制作にあたり自分で見たのではなく風説を元に書いており実際の猿は少なかった、としている。
明治初期、山口県岩国市在住の人物が15頭の猿を厳島神社に奉納したが、その猿が街中で悪さを繰り返したことから、ほぼ半年で捕獲された。これで明治時代に生息した野生の猿は途絶えたとされる。
現代に生息する猿は、1962年小豆島から47頭が移入され放獣されたもの。あくまでJMC宮島研究所が研究対象として導入したもので、目的は宮島での猿の個体群復活と生態学的な学術研究であった。これに文化財を管理する文化庁からもいくつか厳しい制限が課せられ、観光利用にも制限がついていた。宮島ロープウェイ終点の獅子岩駅付近に餌場とJMC宮島研究所が設置され、施設管理はロープウェイ運営会社である広島観光開発が行った。こうした状況から実質的にロープウェイとセットでの観光目的で放獣したと言われており、報道では観光会社が猿を連れてきたとしている。

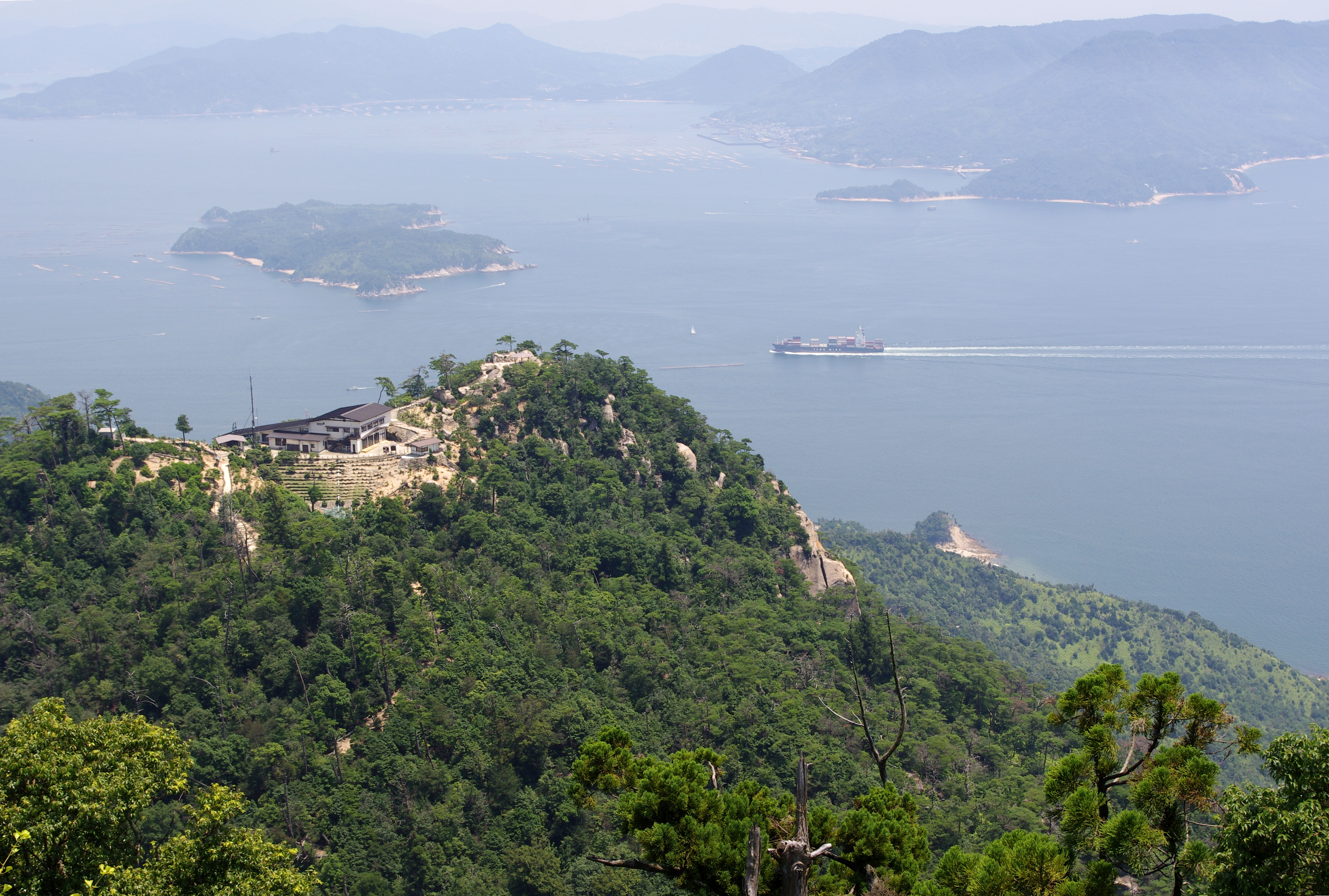
2010年宮島ロープウェイ獅子岩駅。周辺に樹木がないのは猿害による。

猿の存在はロープウェイ集客に好影響を与えたものの、人への猿害が問題となった。1970年代に入ると猿を学術的研究から教育的に利用変換しようと、JMC宮島研究所の野外博物館化が始まった。1989年、JMCの運営方針が変わったことによりJMC宮島研究所は廃止され、その施設は広島観光開発が運営する宮島野猿公苑となった。そうした中で1995年頃から餌付けされていた群れが分裂し野生化し生息域を拡大していった。
猿が100頭ほどに増え深刻な猿害が発生していたことから、更に動物愛護法改正により責任問題がより明確になったことから、2010年から2013年にかけて島内の猿を捕獲しJMC本部に再移送された。
現在でも島には猿がいるが、これは2010年代の大規模捕獲から逃れた個体であり、警戒心が強く捕獲が厳しいと言われている。

## 文化

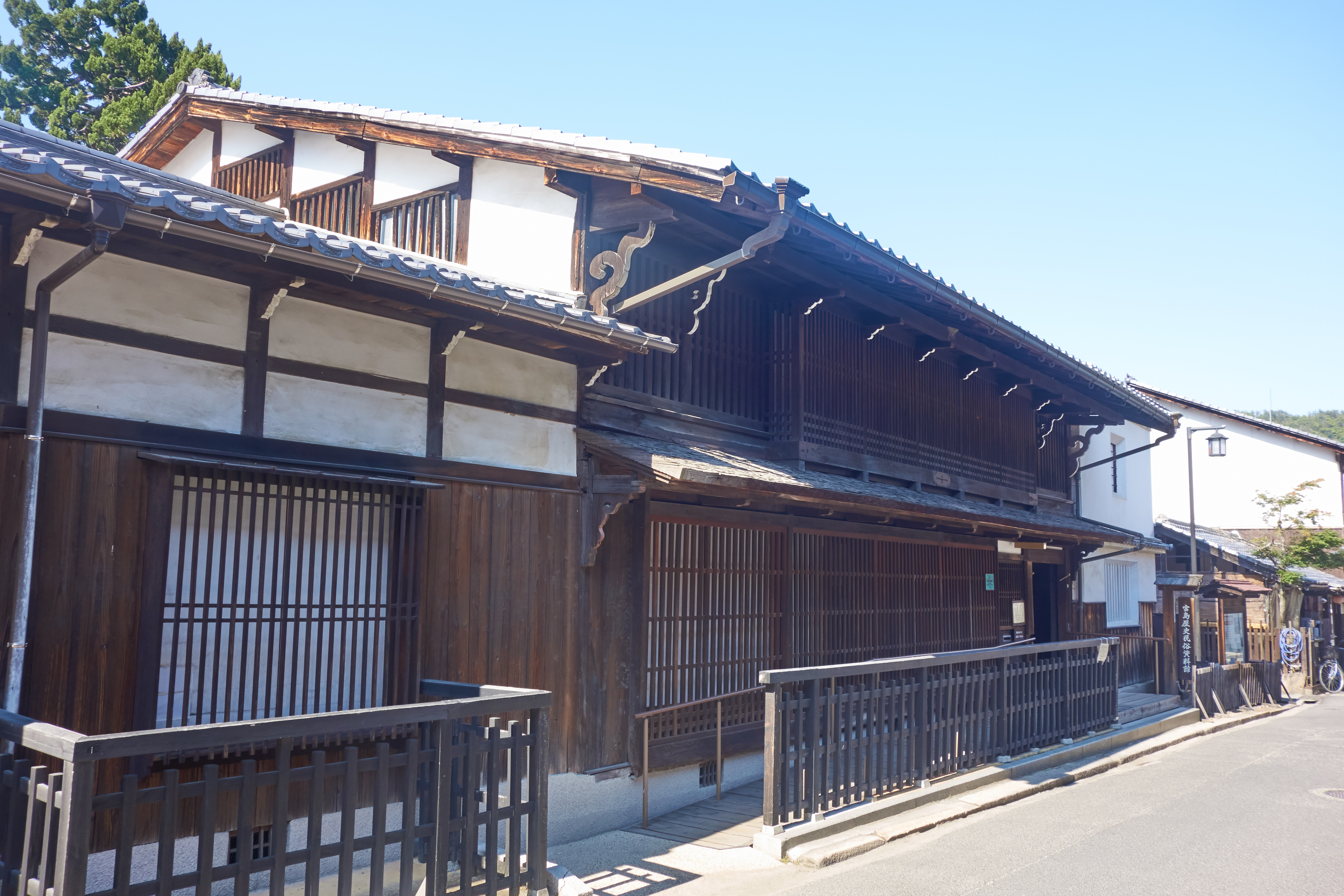
宮島歴史民俗資料館（旧江上家住宅）。猿瓦が使われている。

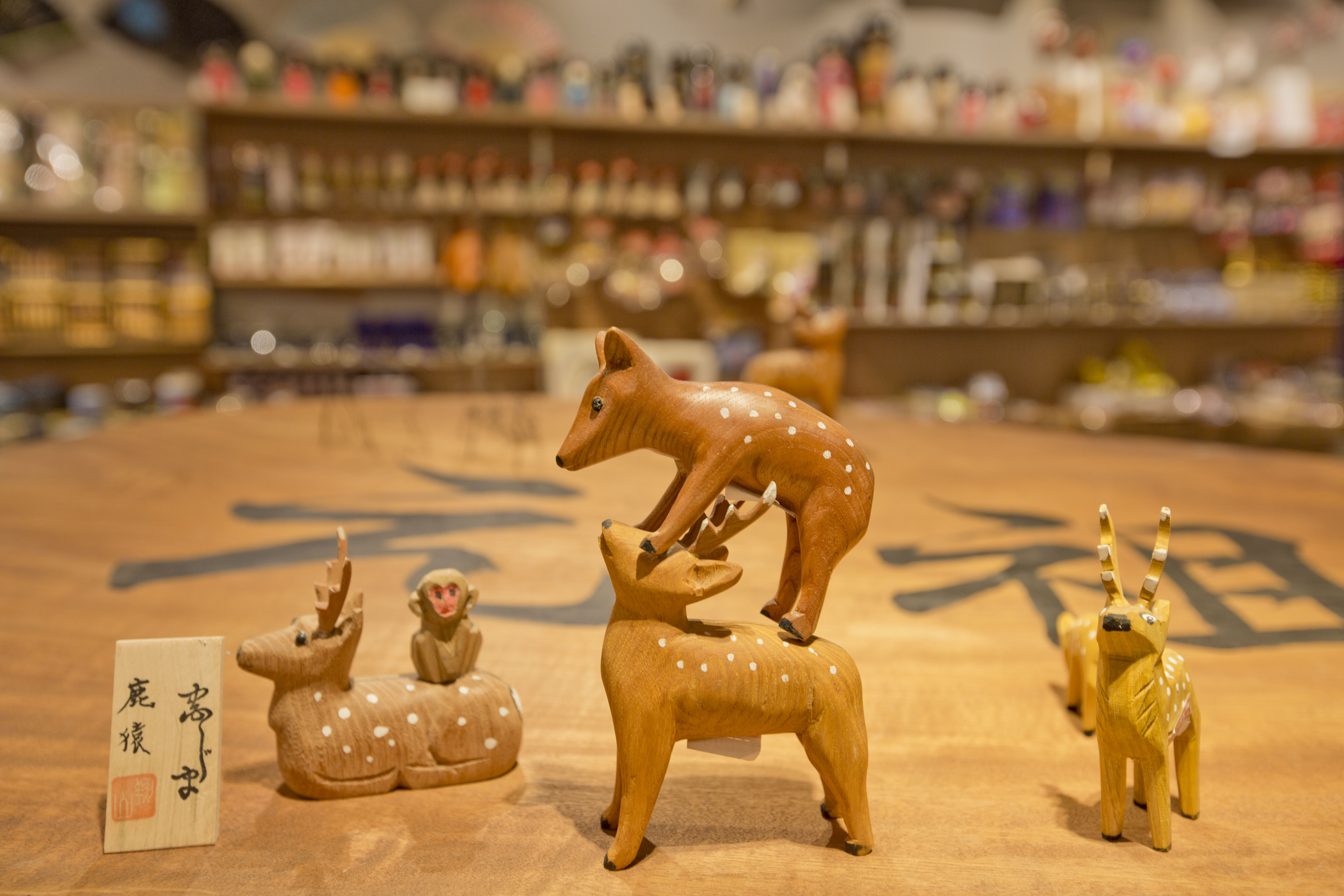
鹿猿

猿瓦
棟に用いる瓦（棟瓦）であり、「がんぶり」と呼ばれる50cm四角の大きい瓦を積み上げせずに並べている。猿が屋根に登って瓦をはぎ取るのを防ぐためにできた、宮島独特のもの。
猿の口止め
『芸藩通志』の中で宮島の七不思議の記載があり、そこで挙がっている。
昔、弥山に多くの猿がいて日頃は騒いでいたが、旧暦11月初申の日から騒がなくなり、旧暦2月初申からまた騒ぎ出したという。そこから毎年旧暦11月初申の日に島内の人家で大声をあげたり大きな音を出すのを止める「口止め」という行事が行われるようになった。
色楊枝
檜や欅で作られた7cmほどの大きさで、赤・黄・緑・紫・藍の5色に塗られ、頭に細工が施されている。
宮島における最古の土産物と言われ、近世における宮島の猿は楊枝屋が看板として連れてきたものとされる。明治30年頃まで作られていたが後継者がいなくなり現在では生産されていない。現存するものは宮島歴史民俗資料館で展示されている。

## 観光
かつては獅子岩駅周辺に特にいたため注意するよう呼びかけていたが、現在では島内にほぼいない。宮島では猿は野生動物であると強調されており、餌やりの禁止など呼びかけている。
2017年から市街地の一角で二助企画による猿まわしが行われている。